# 默兹河畔贝尔维尔
默兹河畔贝尔维尔（法語：Belleville-sur-Meuse，法語發音：[bɛlvil syʁ møz]），法国东北部城市，大东部大区默兹省的一个市镇，隶属于凡尔登区，其市镇面积为10.16平方公里，2022年1月1日时人口数量为3,023人，在法国城市中排名第3,711位。
默兹河畔贝尔维尔位于默兹省中部偏北，默兹河右岸，凡尔登市区北侧，是凡尔登的一个近郊卫星城。

## 地名来源
根据当地官方网站的论述，“Belleville”一名转写自拉丁语“Bella Villa”，意为“美丽的房屋”或“美丽的村庄”；“-sur-Meuse”这一后缀自1922年起成为当地官方名称的一部分。
18世纪时，贝尔维尔曾一度被称为“Belleville près Verdun”及“Belleville lez Verdun”。

## 历史

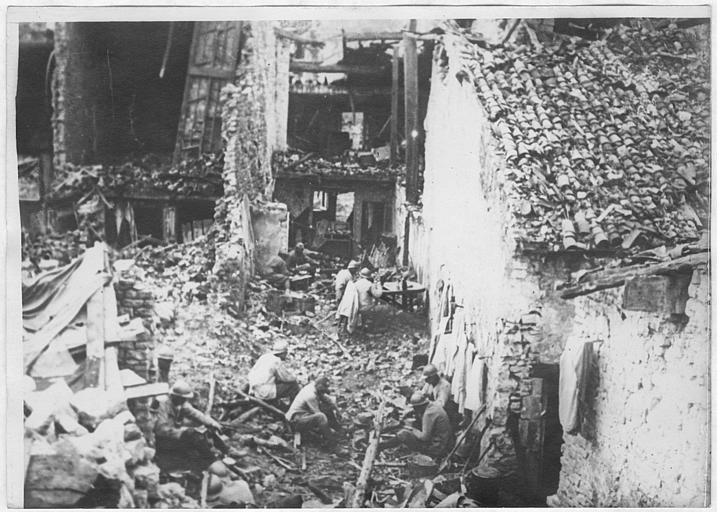
一战中被炸毁的贝尔维尔民居

默兹河畔贝尔维尔的早期历史尚不清楚。根据当地官方网站的论述，公元711年，凡尔登主教Bertalame在默兹河畔贝尔维尔境内修建了一处纪念圣米歇尔的隐士院。1049年，默兹河畔贝尔维尔首次被提及，此后当地兴建了一处小圣堂，其附近逐渐形成聚落。1693年，贝尔维尔小圣堂和隐士院小圣堂合并，此后隐士院被废弃，后者因缺乏维护而于1755年发生垮塌。法国大革命后，贝尔维尔成为默兹省的一个市镇。工业革命期间，默兹河得到渠化改造，途经贝尔维尔境内的铁路建成通车。普法战争期间，普鲁士军队于1870年10月11日占领贝尔维尔，当地市长曾弃城而逃。战后，当地建成了
贝尔维尔城塞作为凡尔登防御工事的一部分。二十世纪初，得益于凡尔登的城市扩张，贝尔维尔境内出现了新式居民区，当地人口数量快速增加。第一次世界大战凡尔登战役期间，贝尔维尔遭遇毁灭性破坏，当地几乎全城被夷为平地。二战期间，默兹河畔贝尔维尔再次遭到轰炸，当地民间曾出现抵抗运动组织。战争结束后，默兹河畔贝尔维尔获得战争十字勋章。自2014年起，默兹河畔贝尔维尔成为同名县的县治。

## 地理

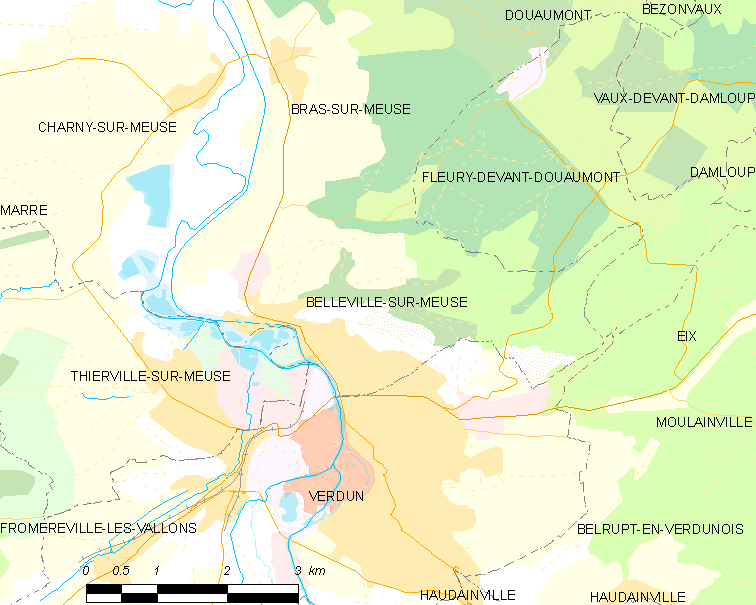
默兹河畔贝尔维尔市镇范围地图

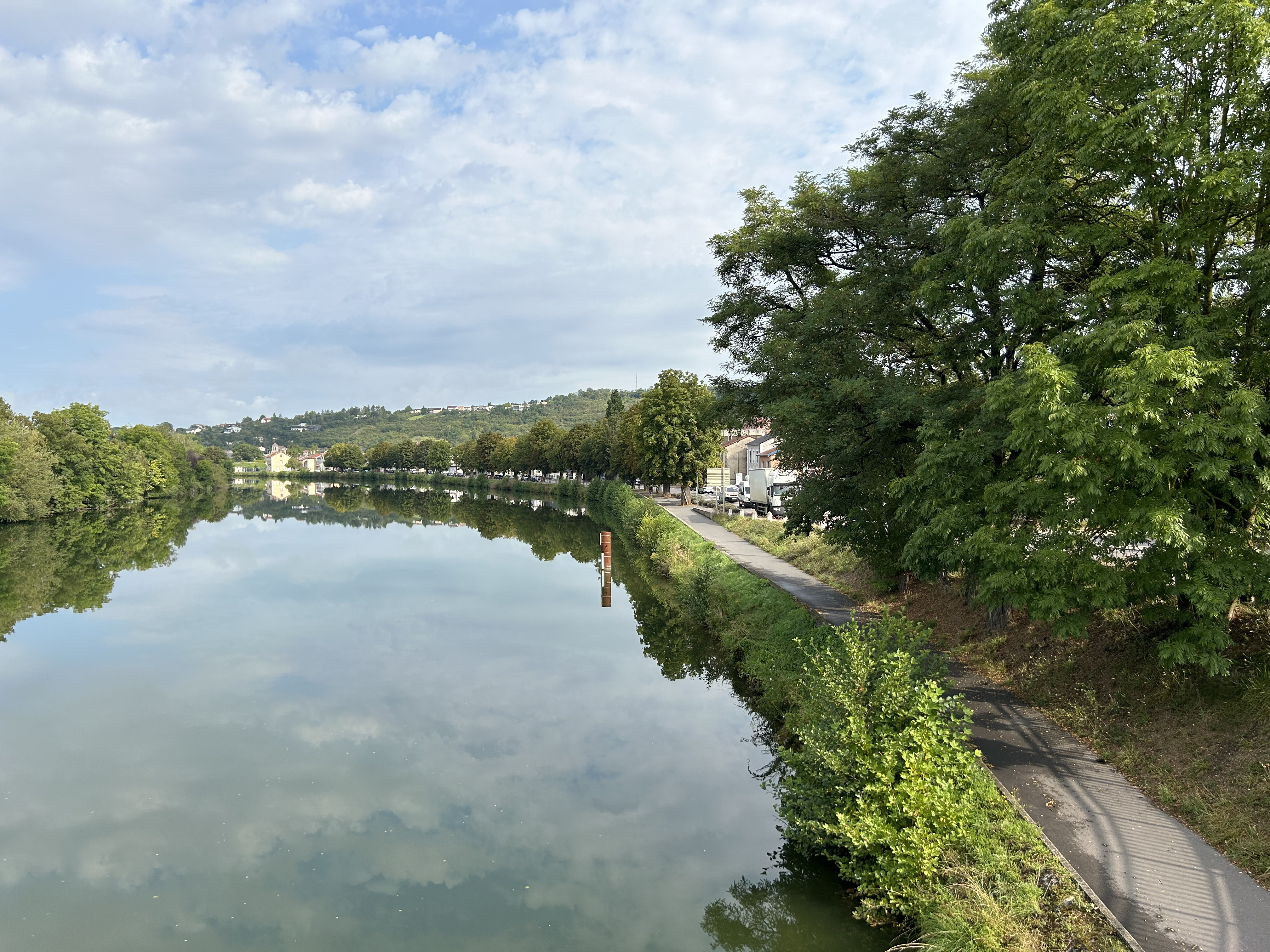
默兹河默兹河畔贝尔维尔段

默兹河畔贝尔维尔位于法国东北部，大东部大区中北部和默兹省中北部，距离省会巴勒迪克大约54公里。与默兹河畔贝尔维尔接壤的市镇包括：默兹河畔布拉、默兹河畔沙尔尼、默兹河畔蒂耶维尔、弗勒里德旺杜欧蒙和凡尔登。

### 地形
默兹河畔贝尔维尔位于默兹河谷腹地，境内以平原和丘陵为主，市镇中心位于地势较为平坦的河谷地带，市区北侧为贝尔维尔岭（Côte de Belleville），全境海拔在191到376米之间。

### 水文
默兹河自南向北流经默兹河畔贝尔维尔市区西侧，其右岸为人工开凿的默兹河运河，后者历史上曾通航。

### 植被
默兹河畔贝尔维尔属于温带阔叶混交林区，林地多分布于河流附近及坡地地带，市镇范围北侧和东北侧为贝尔维尔岭树林（Bois des Côtes de Belleville）。
在鲜花城市的评比中，默兹河畔贝尔维尔暂未被评级。

### 气候
默兹河畔贝尔维尔在柯本气候分类法中属于带有一定大陆性气候特征的温带海洋性气候（Cfb）。
距离默兹河畔贝尔维尔最近的常年气象站位于凡尔登境内，以下为该气象站的数据（其中日照数据取自梅斯气象站）：
| 凡尔登 1981年－2019年 | 凡尔登 1981年－2019年 | 凡尔登 1981年－2019年 | 凡尔登 1981年－2019年 | 凡尔登 1981年－2019年 | 凡尔登 1981年－2019年 | 凡尔登 1981年－2019年 | 凡尔登 1981年－2019年 | 凡尔登 1981年－2019年 | 凡尔登 1981年－2019年 | 凡尔登 1981年－2019年 | 凡尔登 1981年－2019年 | 凡尔登 1981年－2019年 | 凡尔登 1981年－2019年 |
| 月份                  | 1月                   | 2月                   | 3月                   | 4月                   | 5月                   | 6月                   | 7月                   | 8月                   | 9月                   | 10月                  | 11月                  | 12月                  | 全年                  |
| --------------------- | --------------------- | --------------------- | --------------------- | --------------------- | --------------------- | --------------------- | --------------------- | --------------------- | --------------------- | --------------------- | --------------------- | --------------------- | --------------------- |
| 历史最高温 °C（°F）   | 15 (59)               | 18 (64)               | 24.5 (76.1)           | 29 (84)               | 32.5 (90.5)           | 36 (97)               | 37.5 (99.5)           | 40.5 (104.9)          | 32.5 (90.5)           | 27 (81)               | 22.5 (72.5)           | 17 (63)               | 40.5 (104.9)          |
| 平均高温 °C（°F）     | 5.3 (41.5)            | 7.6 (45.7)            | 11.4 (52.5)           | 16.3 (61.3)           | 20.3 (68.5)           | 24.2 (75.6)           | 25.7 (78.3)           | 24.9 (76.8)           | 20.9 (69.6)           | 15.8 (60.4)           | 9.8 (49.6)            | 5.6 (42.1)            | 15.7 (60.3)           |
| 日均气温 °C（°F）     | 2.3 (36.1)            | 3.9 (39.0)            | 6.6 (43.9)            | 10.2 (50.4)           | 14.3 (57.7)           | 17.7 (63.9)           | 19.3 (66.7)           | 18.8 (65.8)           | 15.2 (59.4)           | 11.3 (52.3)           | 6.6 (43.9)            | 2.9 (37.2)            | 10.8 (51.4)           |
| 平均低温 °C（°F）     | −0.7 (30.7)           | 0.2 (32.4)            | 1.7 (35.1)            | 4.1 (39.4)            | 8.3 (46.9)            | 11.2 (52.2)           | 13 (55)               | 12.7 (54.9)           | 9.5 (49.1)            | 6.8 (44.2)            | 3.3 (37.9)            | 0.2 (32.4)            | 5.9 (42.6)            |
| 历史最低温 °C（°F）   | −14.5 (5.9)           | −15 (5)               | −14 (7)               | −7.5 (18.5)           | −1.5 (29.3)           | 2 (36)                | 4 (39)                | 4 (39)                | 0 (32)                | −5 (23)               | −9 (16)               | −17.5 (0.5)           | −17.5 (0.5)           |
| 平均降水量 mm（）     | 82 (3.2)              | 84 (3.3)              | 82.2 (3.24)           | 54.7 (2.15)           | 73.9 (2.91)           | 56.4 (2.22)           | 77.9 (3.07)           | 82.3 (3.24)           | 63.3 (2.49)           | 70.6 (2.78)           | 78.5 (3.09)           | 99.3 (3.91)           | 905.1 (35.63)         |
| 月均日照時數          | 46.1                  | 73.3                  | 119.8                 | 169.8                 | 173.3                 | 211.7                 | 200.1                 | 186.9                 | 149                   | 104.6                 | 46.5                  | 39.4                  | 1,520.5               |
| 来源：infoclimat.fr   |                       |                       |                       |                       |                       |                       |                       |                       |                       |                       |                       |                       |                       |

## 行政区划
默兹河畔贝尔维尔的市镇编号为55043，邮政编号为55430。
在行政管理方面，默兹河畔贝尔维尔隶属于法国大东部大区默兹省凡尔登区；在地方选举方面，默兹河畔贝尔维尔是默兹河畔贝尔维尔县的中央投票站所在地，其市镇范围全境被划入默兹省第二选区；在社会管理方面，默兹河畔贝尔维尔是大凡尔登城市圈公共社区的组成部分。
截至2024年10月，默兹河畔贝尔维尔市镇范围内暂无任何城市敏感街区及城市政策优先街区。
法国国家统计与经济研究所（简称“INSEE”）在进行数据统计时，将默兹河畔贝尔维尔及相邻的另外2个市镇设为凡尔登城市核心区，并将包括核心区在内的周边共64个市镇划为凡尔登城市区。自2020年起，凡尔登城市区被包含103个市镇的凡尔登城市辐射区代替。此外，INSEE还将默兹河畔贝尔维尔市镇整体看作一个“块区”（IRIS），以便于统计人口分布情况。

## 交通

### 公路
默兹省省道D112线、D603线和D964线经过默兹河畔贝尔维尔境内。大东部大区下属的默兹省城际客运R37线经停默兹河畔贝尔维尔，可通往斯特奈、蒙梅迪等地。
| 29 | 8.5 |

| 巴勒迪克 | 55 |

| 凡尔登 | 2.2 |

| 斯特奈 | 45 |

2021年，79.9%的默兹河畔贝尔维尔家庭拥有至少一辆私人汽车。2020年，默兹河畔贝尔维尔境内共发生各类交通事故2起，造成2人受伤。

### 铁路
距离默兹河畔贝尔维尔最近的运营中的客运铁路车站为1.5公里外的凡尔登站，该站停靠前往梅斯的区域列车。

### 航空
默兹河畔贝尔维尔距离卢森堡机场的公路里程大约98公里。

### 城市公共交通

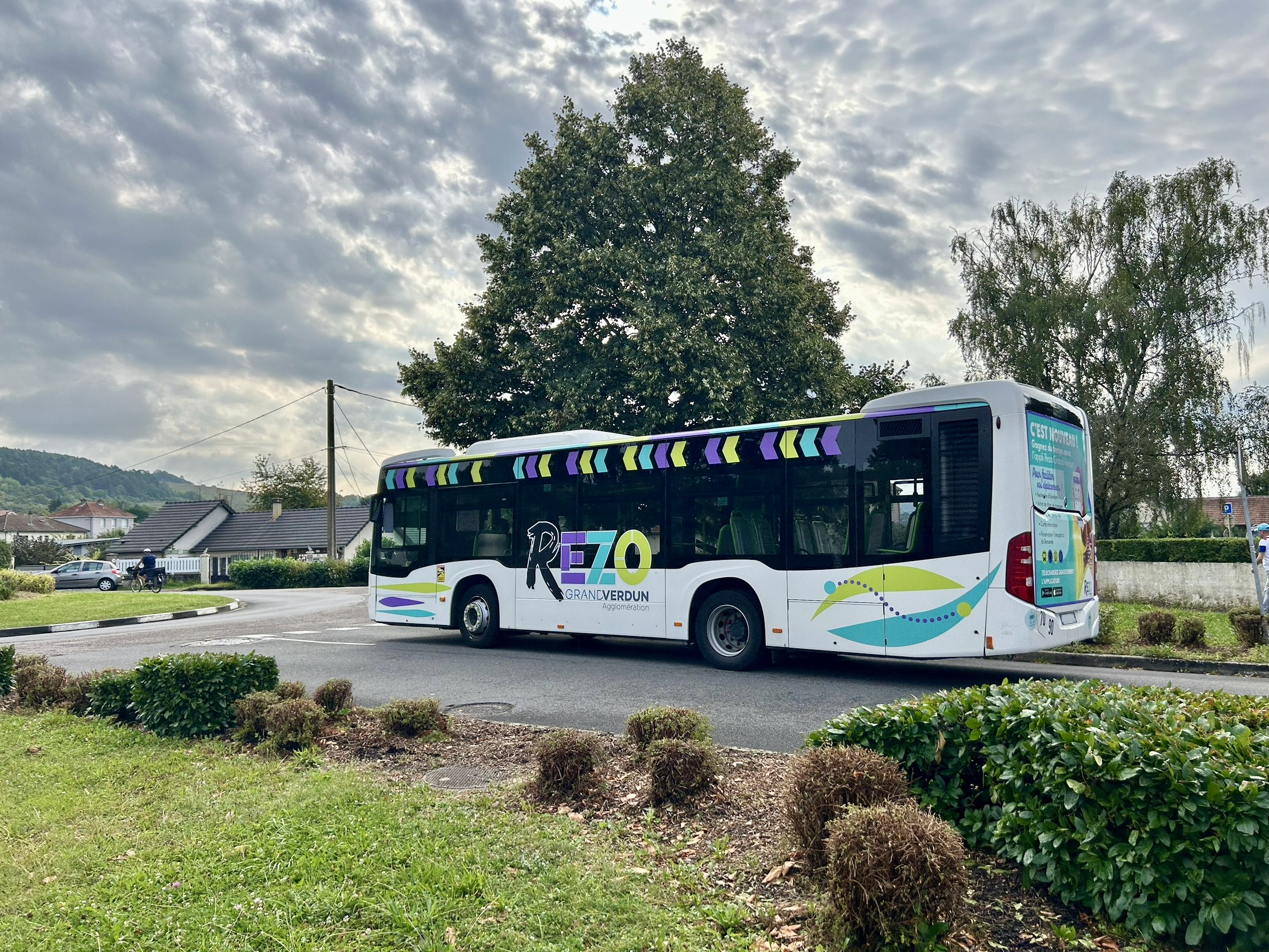
默兹河畔贝尔维尔街头的巴士

默兹河畔贝尔维尔是凡尔登城市公共交通（商业名称为“REZO”）的服务范围。截至2024年10月，该系统共包括六条公交线路，其中公交3路经过默兹河畔贝尔维尔市区。

## 政治

### 市政内阁
默兹河畔贝尔维尔的现任市长为玛丽-波勒·苏布里耶女士（Marie-Paule SOUBRIER），她是一名右翼无党派人士，自2020年11月起担任市长职务；其前任为伊夫·佩尔蒂埃先生（Yves PELTIER），他是一名无党派人士，在2020年的市政选举中获得了57.73%的支持率，他于2020年11月4日在任期内离世。
| 默兹河畔贝尔维尔历届市长 | 默兹河畔贝尔维尔历届市长                | 默兹河畔贝尔维尔历届市长                   |
| 任期                     | 市长                                    | 党派                                       |
| ------------------------ | --------------------------------------- | ------------------------------------------ |
| 1944年－1959年           | Gaston DEMENOIS 加斯东·德默努瓦         | 不详                                       |
| 1959年－1977年           | Jean DEMENOIS 让·德默努瓦               | 不详                                       |
| 1977年－2020年11月       | Yves PELTIER 伊夫·佩尔蒂埃              | DVD右翼无党派人士 →MPF保卫法国运动 →無黨籍 |
| 2020年11月－             | Marie-Paule SOUBRIER 玛丽-波勒·苏布里耶 | DVD右翼无党派人士                          |

### 各级选举
| 默兹河畔贝尔维尔历届投票选举结果 | 默兹河畔贝尔维尔历届投票选举结果 | 默兹河畔贝尔维尔历届投票选举结果 | 默兹河畔贝尔维尔历届投票选举结果 | 默兹河畔贝尔维尔历届投票选举结果 | 默兹河畔贝尔维尔历届投票选举结果 | 默兹河畔贝尔维尔历届投票选举结果 | 默兹河畔贝尔维尔历届投票选举结果 | 默兹河畔贝尔维尔历届投票选举结果 | 默兹河畔贝尔维尔历届投票选举结果 |
| 选举项目                         | 选举范围                         | 选区单位                         | 选区单位内的选举结果             | 选区单位内的选举结果             | 选区单位内的选举结果             | 选区单位内的选举结果             | 选区单位内的选举结果             | 选区单位内的选举结果             | 参考资料                         |
| 选举项目                         | 选举范围                         | 选区单位                         | 第一轮胜出者                     | 第一轮胜出者                     | 支持率                           | 第二轮胜出者                     | 第二轮胜出者                     | 支持率                           | 参考资料                         |
| -------------------------------- | -------------------------------- | -------------------------------- | -------------------------------- | -------------------------------- | -------------------------------- | -------------------------------- | -------------------------------- | -------------------------------- | -------------------------------- |
| 2017年法國總統選舉               | 法國                             | 市镇                             |                                  | 玛丽娜·勒庞                      | 35.76%                           |                                  | 玛丽娜·勒庞                      | 50.63%                           | [ 25 ]                           |
| 2017年法国立法选举               | 默兹省第二选区                   | 市镇                             |                                  | 埃米莉·卡里乌                    | 22.39%                           |                                  | 埃米莉·卡里乌                    | 56.89%                           | [ 25 ]                           |
| 2019年欧洲议会选举               | 法國                             | 市镇                             |                                  | 若尔丹·巴尔代拉                  | 36.29%                           | （不适用）                       | （不适用）                       | （不适用）                       | [ 28 ]                           |
| 2021年法国省级选举               | 默兹省                           | 县                               |                                  | 朱利安·迪德里 玛丽-波勒·苏布里耶 | 46.17%                           |                                  | 朱利安·迪德里 玛丽-波勒·苏布里耶 | 69.79%                           | [ 29 ] [ 30 ]                    |
| 2021年法国省级选举               | 默兹省                           | 市镇                             |                                  | 朱利安·迪德里 玛丽-波勒·苏布里耶 | 49.07%                           |                                  | 朱利安·迪德里 玛丽-波勒·苏布里耶 | 67.27%                           | [ 29 ] [ 30 ]                    |
| 2021年法国大区选举               | 大東部大區                       | 市镇                             |                                  | 让·罗特纳                        | 28.5%                            |                                  | 让·罗特纳                        | 36.22%                           | [ 31 ]                           |
| 2022年法国总统选举               | 法國                             | 市镇                             |                                  | 玛丽娜·勒庞                      | 37.78%                           |                                  | 玛丽娜·勒庞                      | 55.81%                           | [ 25 ]                           |
| 2022年法国立法选举               | 默兹省第二选区                   | 市镇                             |                                  | 弗洛朗丝·古莱                    | 36.77%                           |                                  | 弗洛朗丝·古莱                    | 53.63%                           | [ 25 ]                           |
| 2024年欧洲议会选举               | 法國                             | 市镇                             |                                  | 若尔丹·巴尔代拉                  | 47.52%                           | （不适用）                       | （不适用）                       | （不适用）                       | [ 25 ]                           |
| 2024年法国立法选举               | 默兹省第二选区                   | 市镇                             |                                  | 弗洛朗丝·古莱                    | 51.14%                           | （不适用）                       | （不适用）                       | （不适用）                       | [ 25 ]                           |

## 人口
2021年，默兹河畔贝尔维尔市镇人口数量为3,021，在法国排名第3,711位。其中男性1,434人，女性1,587人，75岁及以上人口占8.8%，外籍人口数量为53人，人口密度为297人/平方公里，当地居民被称为（男性）或（女性）。2022年，默兹河畔贝尔维尔境内出生32人，死亡人口28人。
| 默兹河畔贝尔维尔1901年－2021年人口变化情况 |
|                                            |
| 数据来源：Cassini、INSEE                   |

## 经济

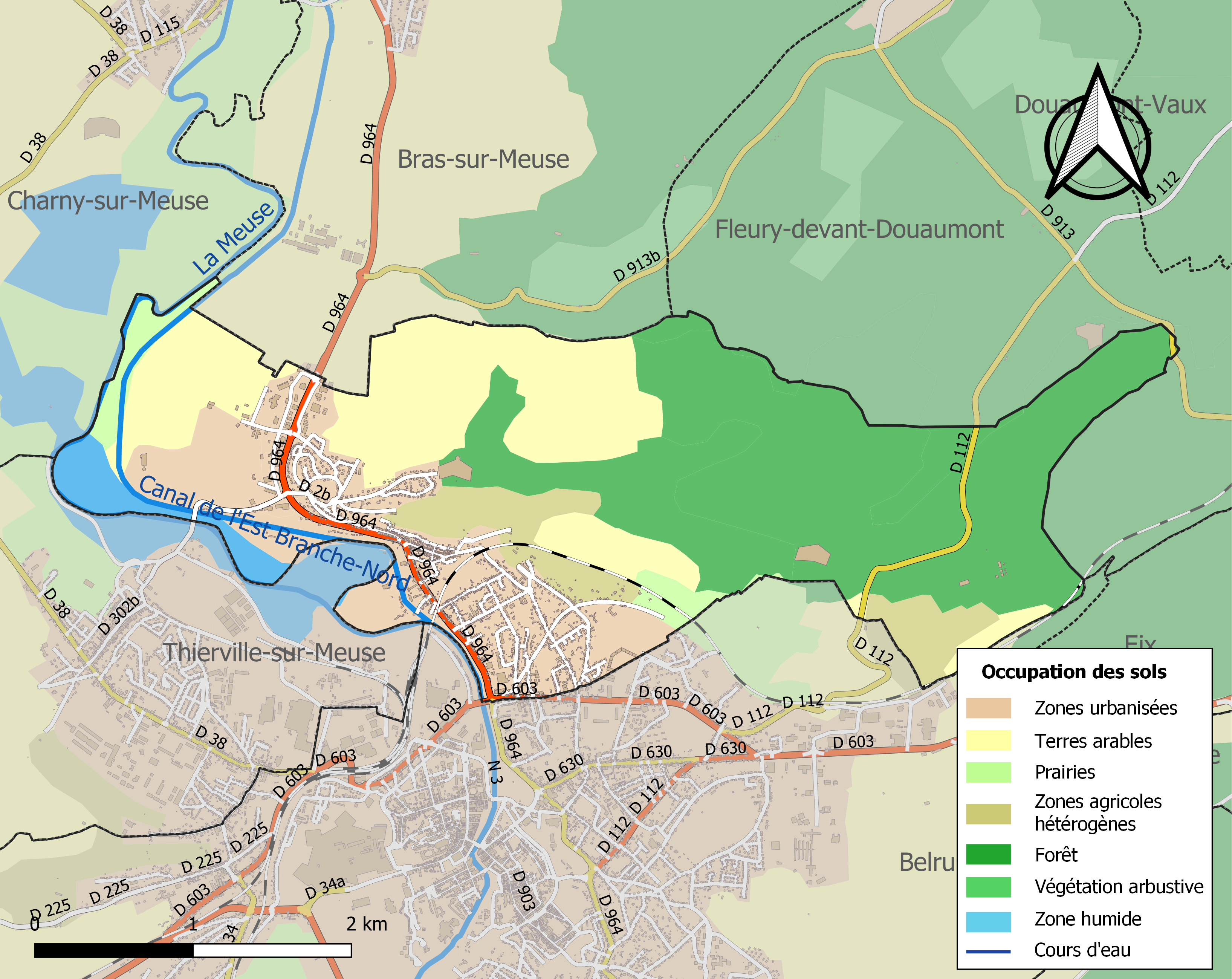
默兹河畔贝尔维尔土地利用情况地图

默兹河畔贝尔维尔是凡尔登的一个近郊卫星城。截至2024年10月，默兹河畔贝尔维尔市镇范围内共有各类用人单位（包含自雇）426家，平均历史为16年，其中93.62%为中小型企业（PME），2024年8月至10月间，当地的经济活力指数为0。（汽车销售）、（房梁工程）及（汽车销售）是当地2022年已公布营业额最高的三个企业，分别为26,887,099欧元、17,443,325欧元和13,026,826欧元。

## 财政与居民收入
2022年，默兹河畔贝尔维尔的财政收入总额为1,352,380欧元，财政支出总额为1,146,410欧元，当年的债务总额为2,036,870欧元。2022年，默兹河畔贝尔维尔市镇通过增值税获得51,450欧元的收入，此外当地还共获得了340,910欧元的国家直接财政补助。
| 默兹河畔贝尔维尔居民收入情况                     | 默兹河畔贝尔维尔居民收入情况 | 默兹河畔贝尔维尔居民收入情况 | 默兹河畔贝尔维尔居民收入情况 |
| 内容                                             | 默兹河畔贝尔维尔             | 法国                         | 统计年份                     |
| ------------------------------------------------ | ---------------------------- | ---------------------------- | ---------------------------- |
| 征税家庭总数                                     | 1,395                        | 1,081（法国市镇平均）        | 2022年                       |
| 居民平均月收入                                   | 1,995欧元                    | 2,435欧元                    | 2022年                       |
| 高级职员人均月收入                               | 3,700欧元                    | 4,331欧元                    | 2021年                       |
| 中级职员人均月收入                               | 2,356欧元                    | 2,470欧元                    | 2021年                       |
| 普通职员人均月收入                               | 1,679欧元                    | 1,801欧元                    | 2021年                       |
| 贫困率                                           | 12%                          | 14.5%                        | 2020年                       |
| 青壮年（15至64岁）失业率                         | 10.4%                        | 7.4%                         | 2020年                       |
| 征税家庭数量占比                                 | 41.4%                        | 45.5%                        | 2020年                       |
| 家庭年均纳税                                     | 2,300欧元                    | 4,393欧元                    | 2022年                       |
| 资料来源：INSEE、L'Internaute、Le Journal du Net |                              |                              |                              |

## 社会事务

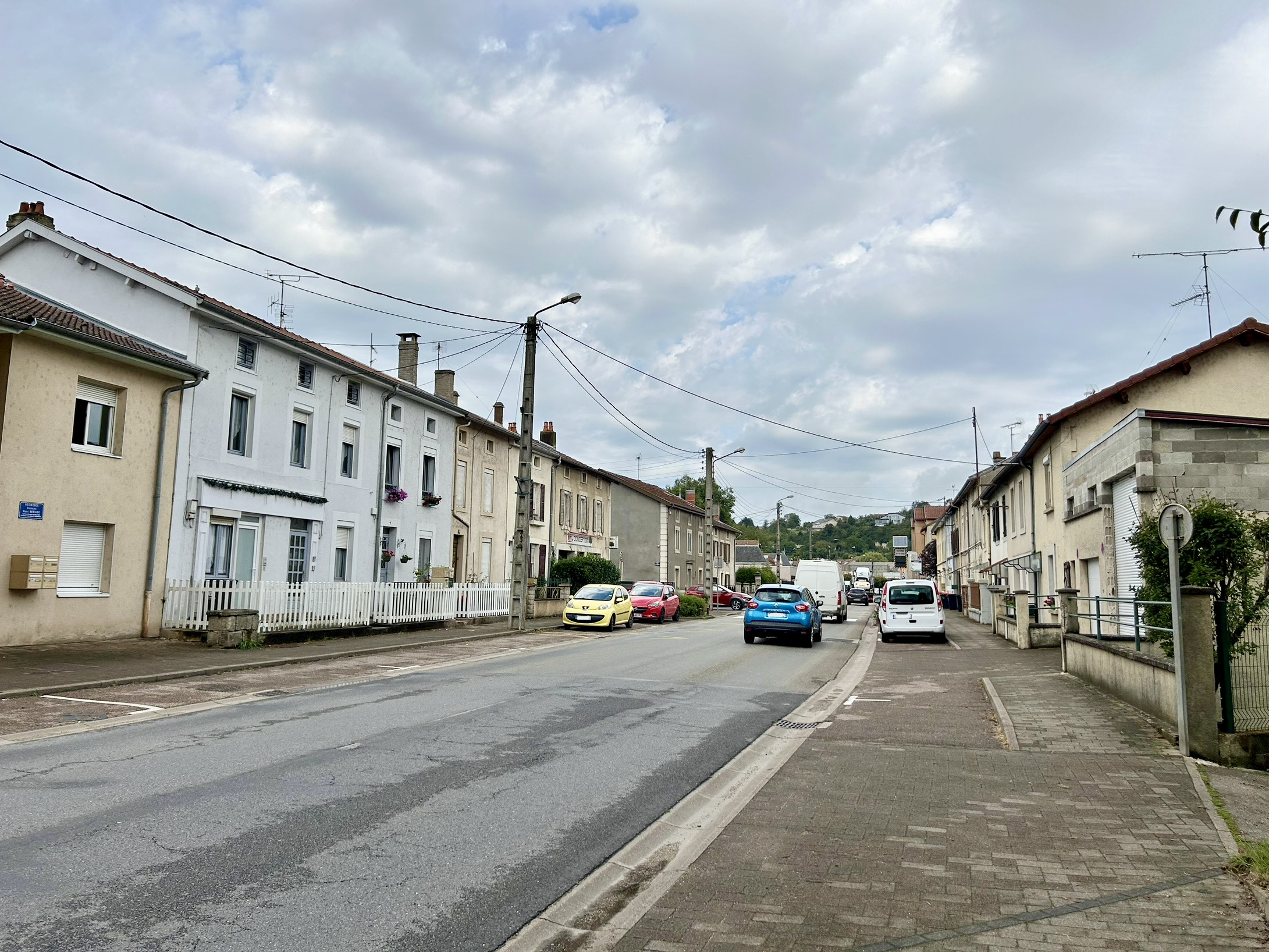
戴高乐将军街

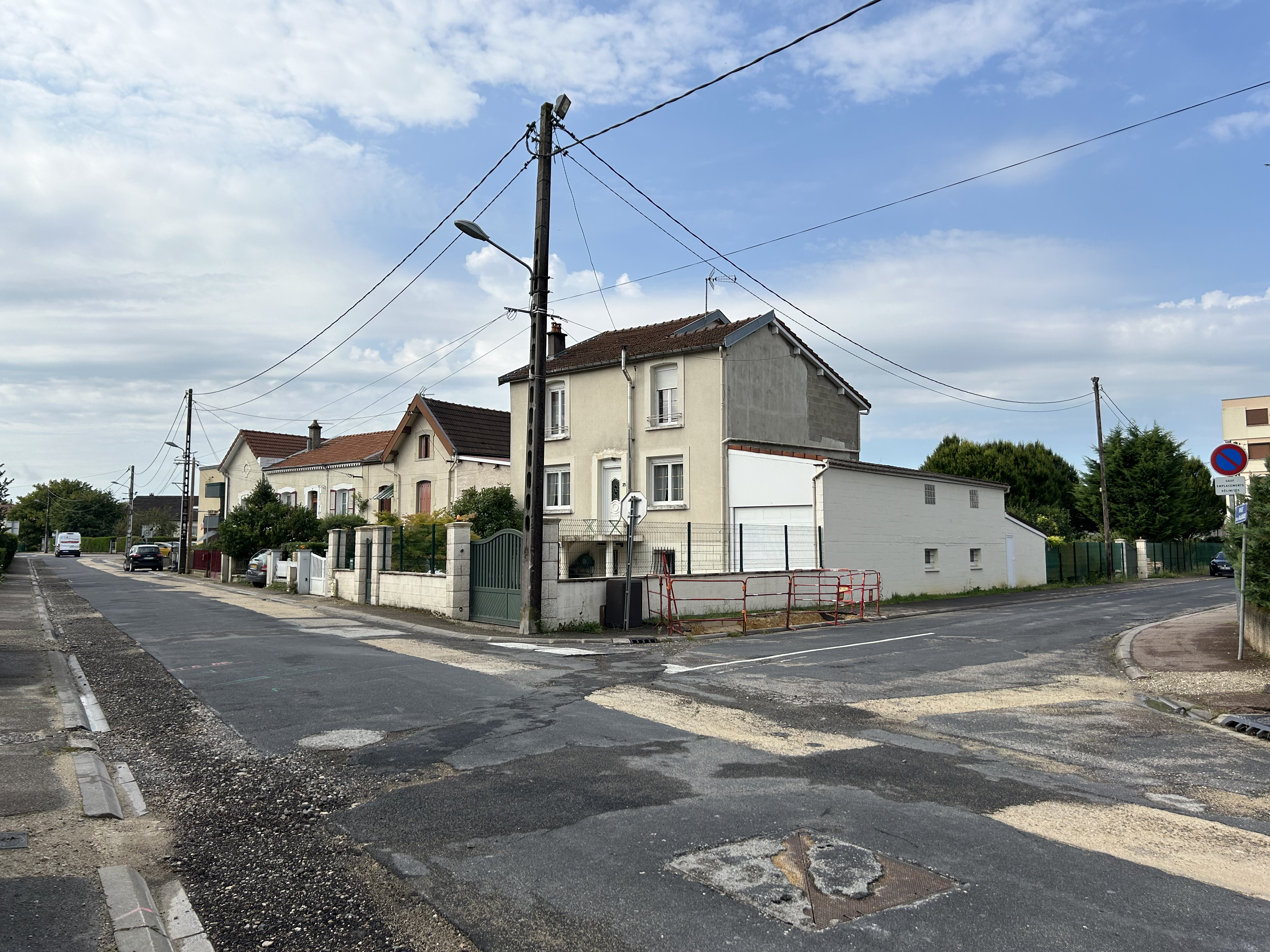
民居

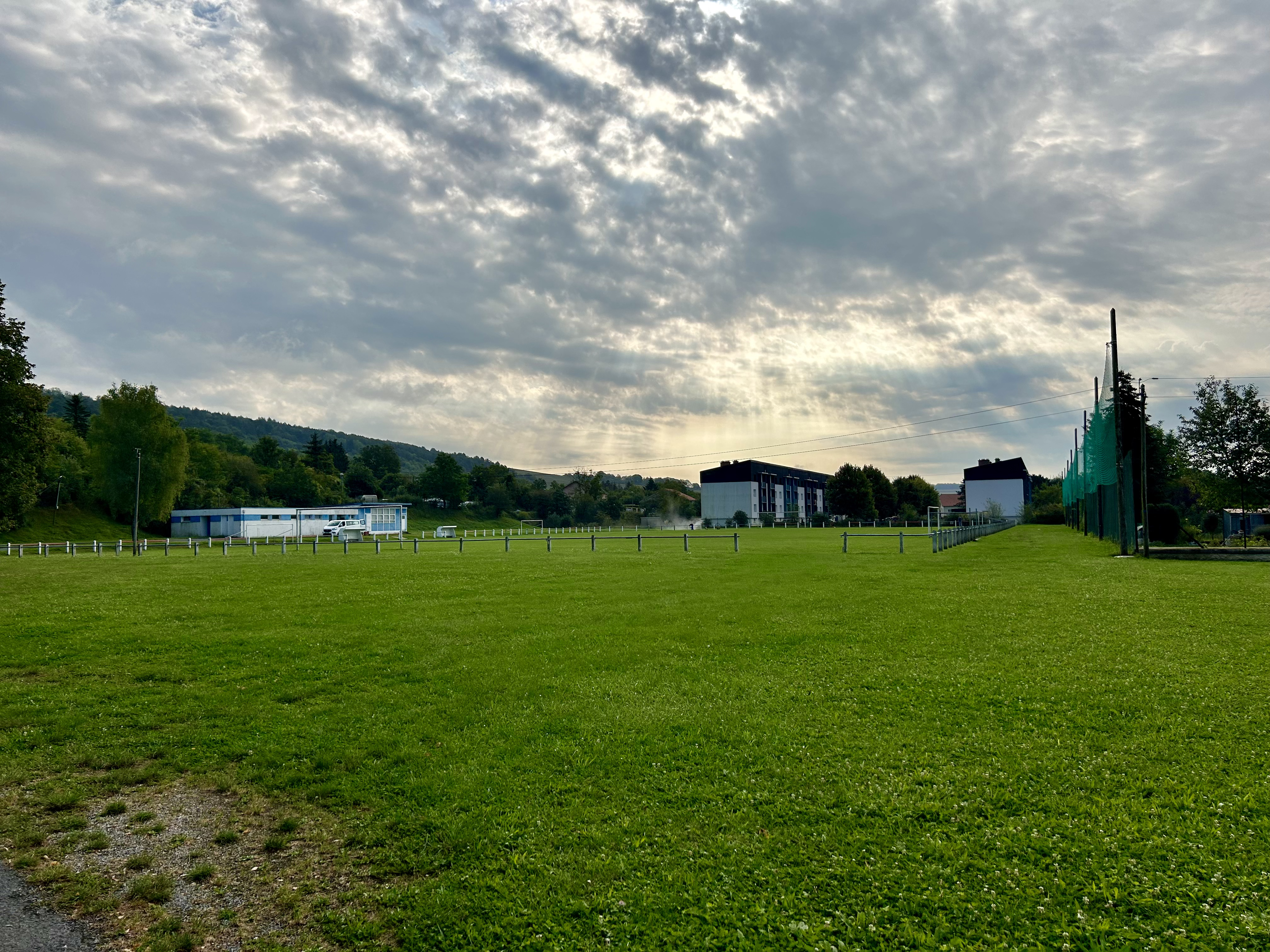
一处足球场

### 教育
默兹河畔贝尔维尔属于南锡-梅斯学区。截至2023年1月1日，默兹河畔贝尔维尔境内共有1所幼儿园和1所小学。

### 医疗
截至2023年1月1日，默兹河畔贝尔维尔境内共有全科医生6名、保健师3名、牙医4名、护士4名和药房1家。
距离默兹河畔贝尔维尔最近的区域性医疗机构为凡尔登-圣米耶勒市际中心医院（Centre Hospitalier intercommunal Verdun - Saint-Mihiel），其主病区圣尼古拉医院（Hôpital Saint-Nicolas）位于凡尔登市区南部，距离默兹河畔贝尔维尔市区的正常车程大约8分钟，该院设有床位366个，是凡尔登区内规模最大的公立综合性医院。

### 住房
2021年，默兹河畔贝尔维尔境内共有各类住房1,600套，其中67.3%为独立式住宅，31.7%为集中式住宅。常住房屋占默兹河畔贝尔维尔市镇范围内居民建筑总量的90.8%。
在住房保障政策方面，2023年，默兹河畔贝尔维尔境内共有670户家庭获得了家庭津贴补助，受益人数占总人口数量的22.2%，其中200份为房租补助。

### 商业
2021年，默兹河畔贝尔维尔境内共有各类实体商铺65家，其中餐厅3家、大型超市2家、杂货店1家、面包房1家、书店1家、美容美发店5家、汽车维修店14家。默兹河畔贝尔维尔镇中心南部建有一家Intermarché超市。

### 体育
2023年，默兹河畔贝尔维尔境内共有2间体育馆、1处网球场以及1处足球或橄榄球场。
截至2024年10月，默兹河畔贝尔维尔境内暂无任何注册足球俱乐部。凡尔登-贝尔维尔足球俱乐部（FC Verdun Belleville，编号542762）是当地的代表性足球队，成立于1993年，其注册地位于凡尔登，其主队2024至2025赛季参加大东部大区足球联赛丙组（法国第八级别），其位于默兹河畔贝尔维尔境内的赛场为市政球场（Stade Municipal）。

### 环境
默兹河畔贝尔维尔的环境事务由其所属的大凡尔登城市圈公共社区联合各级政府协调负责。2021年，默兹河畔贝尔维尔境内共有2家污染企业。

### 治安
默兹河畔贝尔维尔及其附近的共5个市镇是凡尔登国家宪兵队（zone police de Verdun）的管辖范围。2020年，该宪兵队累计记录各类案件1,838起，其中盗窃类案件1,064起，经济类案件194起，毒品交易类案件100起。

## 文化

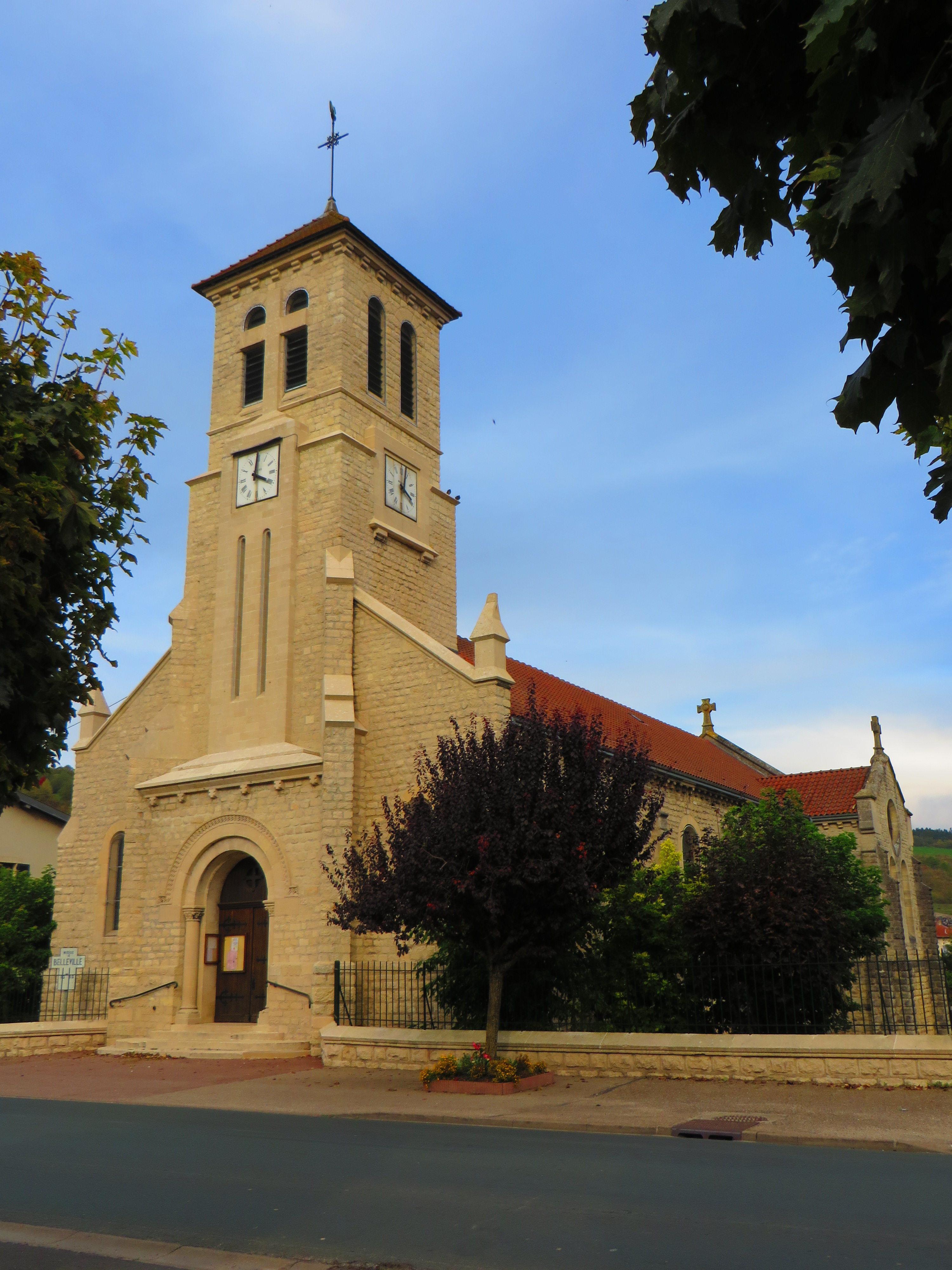
圣塞巴斯蒂安教堂

2021年，默兹河畔贝尔维尔境内暂无任何文化设施。默兹河畔贝尔维尔境内建有“在贝尔维尔阅读”图书馆（Bibliothèque "Lire à Belleville"），每周一、三、五、六向公众开放。

### 建筑
默兹河畔贝尔维尔境内有多处历史建筑，其中镇中心的圣塞巴斯蒂安教堂（Église Saint-Sébastien de Belleville-sur-Meuse）为法国国家文物保护单位。

### 旅游
默兹河畔贝尔维尔的旅游事务由其所属的大凡尔登城市圈公共社区联合各级政府协调负责。2024年，默兹河畔贝尔维尔境内暂无任何游客接待设施。

### 媒体
法国主要的媒体均可在默兹河畔贝尔维尔接收，法国电视三台下属的大东部大区频道在部分时段播出默兹河畔贝尔维尔所在默兹省的地方新闻。《东部共和党人报》、《默兹资讯》杂志（Meuz’Info）、默兹省广播（Meuse FM）等为当地主要的地方性媒体。

## 友好城市
截至2024年10月，默兹河畔贝尔维尔暂未与任何城市建立友好城市关系。